# 马拉巴裸胸鲹
马拉巴裸胸鲹（学名：Caranx malabaricus）为鲹科鲹属的鱼类，俗名裸胸鲹、巴卑。分布于印度洋、红海至澳大利亚、日本以及沿海等，属于暖水性中上层鱼类。其多栖息于多栖息洄游于水深60米以内的近海。该物种的模式产地在Tranquebar。